# Andrea Deck

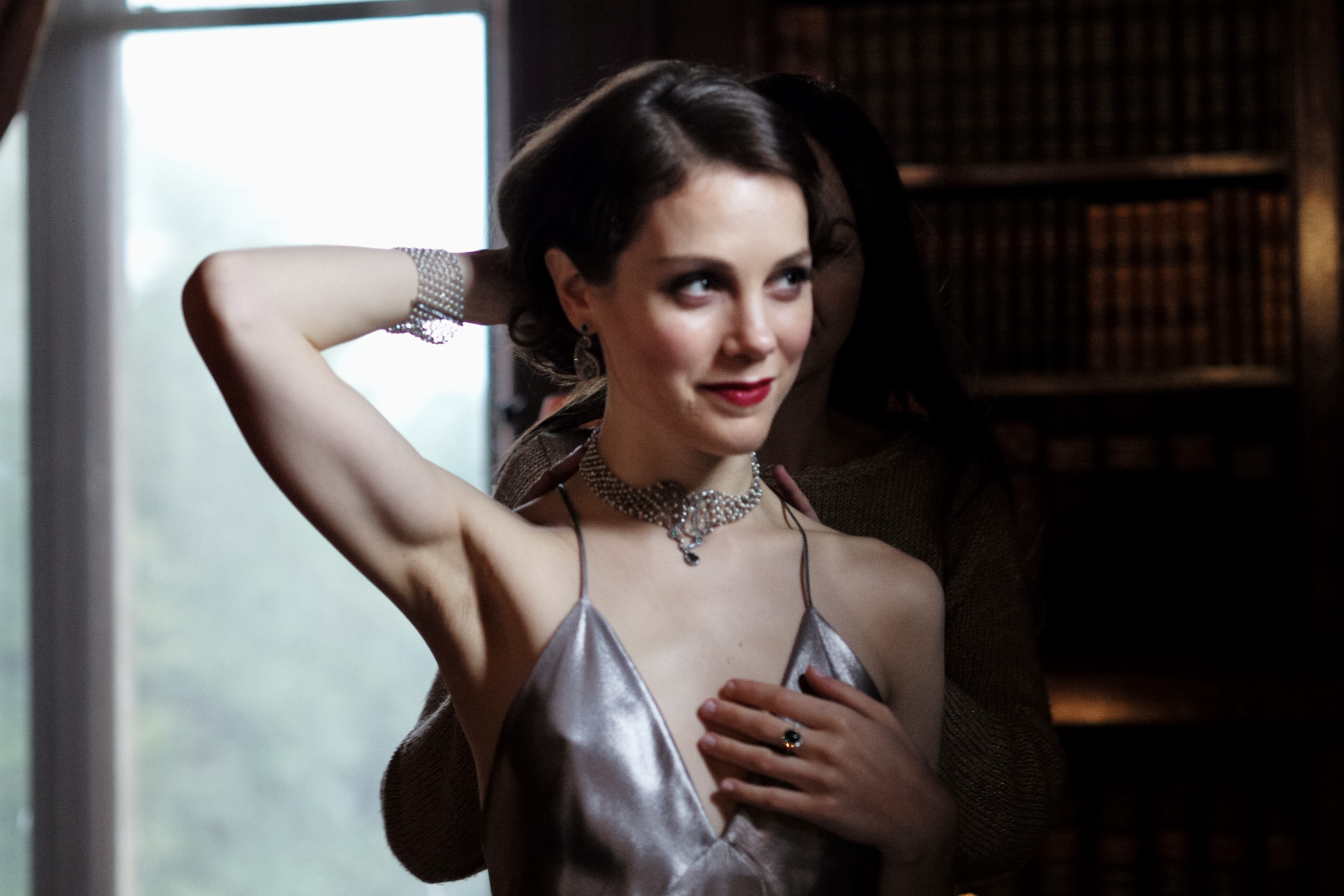
Andrea Deck, 2017

Andrea Deck (* 5. Februar 1994 in Grosse Pointe, Michigan) ist eine US-amerikanische Schauspielerin und Synchronsprecherin.

## Leben und Karriere
Andrea Deck stammt aus Grosse Point in Michigan. Mit 15 nahm sie erstmals am Interlochen Center-for-the-Arts-Sommercamp teil, bis sie mit 18 die Grosse Pointe South High School abschloss. Ihr Traum war es an einer englischen Schauspielschule zu lernen, wenngleich sie lange den Wunsch hegte Opernsängerin zu werden. Nach dem Abschluss zog sie nach London und studierte an der London Academy of Music and Dramatic Art, die sie mit einem Bachelor in Klassischem Schauspiel abschloss.
Ihre erste Rolle vor der Kamera übernahm sie 2009 im Kurzfilm In Love With a Nun, der auf dem Internationales Filmfestival von Cannes aufgeführt wurde. Drei Jahre später spielte sie eine kleine Rolle in Tom Hoopers Les Misérables. 2013 stellte sie die Opernsängerin Charlotte Watson im Film Der Teufelsgeiger an der Seite von David Garrett dar, deren Gesangsparts sie selbst für den Film einsang. 2016 spielte sie die Figur der Leonie im Filmdrama Verleugnung. Ihre Auftritte im Fernsehen umfassen Gastauftritte in Mr. Selfridge, The Crown und Hanna.
Neben ihrer Schauspieltätigkeit vor der Kamera leiht sie auch regelmäßig Figuren aus Videospielen ihre Stimme. So lieh sie in den Spielen Strike Suit Zero und Alien: Isolation jeweils der Hauptfigur ihre Stimme. Auch in Soma und Star Wars Battlefront war sie im englischsprachigen Original zu hören. Des Weiteren spach sie Figuren in Hitman, Quantum Break und in Tom Clancy’s Ghost Recon Wildlands.
2018 war sie als Patricia Martel im Film 7 Tage in Entebbe zu sehen und übernahm zudem eine Nebenrolle in der britischen Science-Fiction-Krimiserie The City & The City. 2020 übernahm sie in der finalen achten Staffel der Serie Homeland die Rolle der Jenna Bragg.

## Persönliches
Deck ist Typ-1-Diabetikerin. Über den Umgang mit der Krankheit berichtet sie auf ihren Social-Media-Kanälen und dem eigenen Kanal bei YouTube.

## Filmografie (Auswahl)
- 2009: In Love with a Nun (Kurzfilm)
- 2012: Les Misérables
- 2013: The Counselor
- 2013: Der Teufelsgeiger (The Devil's Violinist)
- 2014: Mr. Selfridge (Fernsehserie, Episode 2x08)
- 2014: The Lovers
- 2015: Creditors
- 2016: Verleugnung (Denial)
- 2016: The Crown (Fernsehserie, Episode 1x09)
- 2016: Eleanor (Kurzfilm)
- 2017: Instrument of War
- 2018: 7 Tage in Entebbe (7 Days in Entebbe)
- 2018: The City & The City (Fernsehserie, 2 Episoden)
- 2019: Hanna (Fernsehserie, 2 Episoden)
- 2020: Homeland (Fernsehserie, 11 Episoden)
- 2022: The Ghost Writer
- 2023: Alles Licht, das wir nicht sehen (All the Light We Cannot See, Miniserie)